# Pegomya pallidoscutellata
Pegomya pallidoscutellata är en tvåvingeart som först beskrevs av Zetterstedt 1852.  Pegomya pallidoscutellata ingår i släktet Pegomya och familjen blomsterflugor. Arten är reproducerande i Sverige. Inga underarter finns listade i Catalogue of Life.